# Triphalopsoides lasiodorsa
Triphalopsoides lasiodorsa là một loài bọ cánh cứng trong họ Tenebrionidae. Loài này được Doyen miêu tả khoa học đầu tiên năm 1990.